# Acadèmia de Ciències de Rússia
L'Acadèmia de Ciències de Rússia (ARC) (rus: Росси́йская акаде́мия нау́к (РАН) Rossíiskaia akadémia naük) consta de l'Acadèmia nacional de Rússia; una xarxa d'instituts de recerca científica al llarg de la Federació Russa; i unitats addicionals científiques i socials com biblioteques, unitats de publicacions i hospitals.
Té la seu central a Moscou, l'acadèmia (ARC) està declarada com una organització civil, autogovernada i no comercial llogada pel Govern de Rússia. Combina els membres de l'ARC i científics ocupats per les institucions.
Actualment l'Acadèmia inclou unes 1000 institucions i 50000 investigadors científics.
Hi ha tres categories de membres a l'ARC: membres complets (acadèmics), membres corresponents i membres estrangers.
Al juny de 2025, hi havia 865 acadèmics, 1134 membres corresponents, unes 450 membres estrangers. També hi ha 713 professors associats amb l'Acadèmia (188 ja són membres correspondents i 31 són acadèmics).

## Premis
L'Acadèmia concedeix un gran nombre de premis i de medalles, entre ells:
- Premi Demidov
- Medalla d'Or Lomonóssov
- Premi Markov
- Medalla d'or Bogolíubov
- Premi Puixkin
- Premi Lébedev

## Història

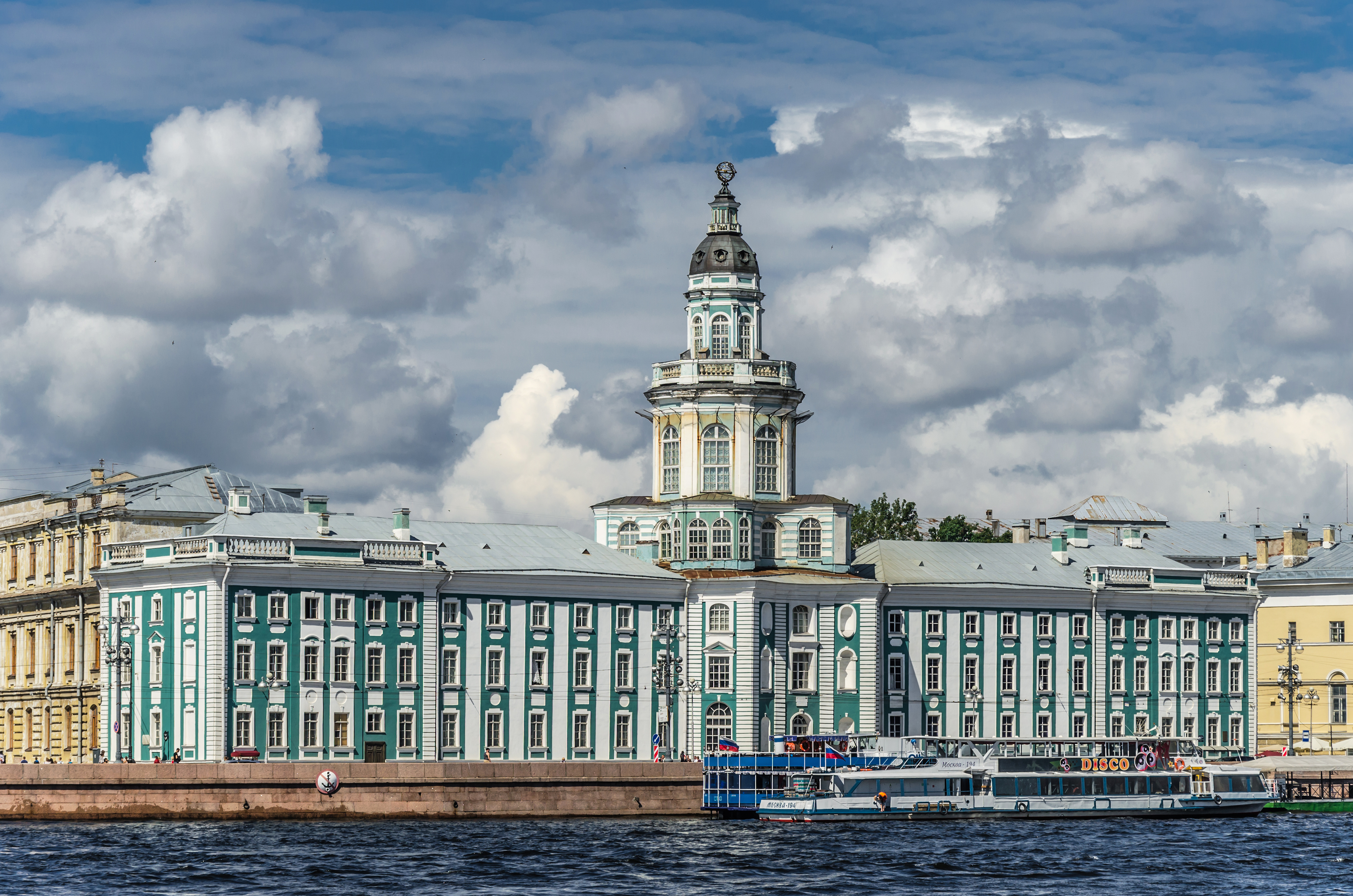
La Kunstkàmera, seu original de lAcadèmia de les Ciències de Sant Petersburg

Aquesta acadèmia es va fundar a Sant Petersburg per Pere el Gran,
inspirada i aconsellada per Gottfried Leibniz, i implementada pel decret del Senat de 8 de febrer de 1724 (28 de gener en el calendari antic). Originàriament es va dir Acadèmia de Ciències de Sant Petersburg (rus: Петербургская Академия наук). El nom varià al llarg dels anys, esdevenint Acadèmia Imperial de Ciències i Arts (Императорская Академия наук и художеств; 1747–1803), Acadèmia Imperial de Ciències (Императорская Академия Наук; 1803— 1836), i finalment, Acadèmia Imperial de ciències de Sant Petersburg (Императорская Санкт-Петербургская Академия Наук, des de 1836 i fins al final de l'Imperi Rus el 1917).
Entre els científics estrangers invitats a treballar a l'Acadèmia es trobaven els matemàtics Leonhard Euler, Anders Johan Lexell, Christian Goldbach, Georg Bernhard Bilfinger, Nicolaus i Daniel Bernoulli, el botànic Johann Georg Gmelin, els embriòlegs Caspar Friedrich Wolff, l'astrònom i geògraf Joseph-Nicolas Delisle, el físic Georg Wolfgang Kraft, i l'historiador Gerhard Friedrich Müller.
Entre les exploracions promogudes per l'Acadèmia hi ha la segona de Vitus Bering a Kamtxatka (1733–43), expedicions per observar el trànsit de Venus (1769) l'expedició a Sibèria de Peter Simon Pallas.
Una organització separada anomenada l'Acadèmia Russa (Академия Российская), es va fundar l'any 1783 per a estudiar l'idioma rus. Sota la direcció de Iekaterina Dàixkova (1783-96) es contractà a l'Acadèmia la compilació del gran diccionari acadèmic de la llengua russa. Es va unir a l'ARC el 1841.

### L'Acadèmia de Ciències de l'URSS
El desembre de 1917, Serguei Oldenburg, un etnògraf i polític, es va trobar amb Vladimir Lenin per a debatre el futur de l'Acadèmia (ARC). El 1925 el govern soviètic va reconèixer l'Acadèmia Russa de Ciències com la "institució científica superior de tota la Unió" i li va canviar el nom a Acadèmia de Ciències de l'URSS.
L'Acadèmia de les Ciències de l'URSS ajudà a establir les diferents acadèmies nacionals de les ciències de les repúbliques soviètiques (a excepció de la RSFS de Rússia), en molts casos delegant científics prominents a viure-hi i treballar-hi en altres repúbliques.
Des de 1928 el Politburó interferí en els assumptes de l'Acadèmia. L'estiu de 1929, Iàkov Figatner va encapçalar una comissió especial del govern per inspeccionar l'Acadèmia i purgar-la de "contrarevolucionaris", per convertir-la en una organització estalinista. El 8 d'agost de 1931 van ser condemnats 29 acadèmics, incloent-hi:
- Serguei Bakhruixin
- Vladimir Beneixévitx
- Dmitri Iegórov
- Iuri Gauthier
- Nikolai Izmailov
- Nikolai Likhatxev
- Matvei Liubavski
- Aleksandr Mervart
- Serguei Platónov
- Serguei Rojdéstvenski
- Ievgueni Tarle

El 1934 la seu de l'Acadèmia es traslladà des de Leningrad a la capital de Rússia, Moscou, junt amb un gran nombre d'instituts acadèmics.

### Període postsoviètic
Després de la dissolució de l'URSS, per decret del President de Rússia del 2 de desembre de 1991, la institució es va tornar a dir Acadèmia Russa de Ciències, heretant totes les instal·lacions de l'acadèmia soviètica.
Prop de l'edifici central de l'Acadèmia hi ha el monument a Iuri Gagarin

### Dissolució de l'Acadèmia Russa de Ciències
El 28 de juny de 2013, de forma inesperada el govern rus va anunciar una llei per dissoldre l'Acadèmia (ARC) fundada el 1724 i establint una nova organització pública governamental amb el mateix nom. Es creu que l'autor de la reforma és Mikhaïl Kovaltxuk, germà de Iuri Kovaltxuk considerat com el banquer personal de Putin. Mikhaïl Kovaltxuk va ser rebutjat en repetides ocasions durant les eleccions a l'Acadèmia.

## Presidents de l'Acadèmia
Van ser-ne presidents o directors:
- Laurentius Blumentrost (Лаврентий Лаврентьевич Блюментрост), 1725—1733
- Hermann-Karl von Keyserlingk (Герман Карл фон Кейзерлинг) 1733—1734
- Johann Albrecht Korf (Иоганн Альбрехт Корф), 1734—1740
- Karl von Brevern (Карл фон Бреверн), 1740—1741
- (càrrec vacant, abril 1741 — octubre 1766)
- Comte Kirill Razumovski, 1746—1766 (nominalment, fins al 1798)
- Comte Vladímir Grigórievitx Orlov (Владимир Григорьевич Орлов), 1766—1774 (Director)[12][13]
- Aleksei Reixevski (Алексей Андреевич Ржевский), 1771—1773 (substitut ocasional d'Orlov)[14]
- Serguei Domaixnev (Сергей Герасимович Домашнев), 1775—1782 (Director)[12][15]
- Princesa Iekaterina Dàixkova, 1783—1796 (Directora; de facto fou destituïda el 1794. Fou presidenta al mateix temps de l'Acadèmia Russa de la Llengua)[16]
- Pàvel Bakunin (Павел Петрович Бакунин), 1794—1796 (Director) en funcions, 1796—1798 (Director). Al mateix temps fou president de l'Acadèmia Russa de la Llengua
- Ludwig Heinrich von Nicolai, 1798–1803
- Nikolai Novosíltsev, 1803—1810
- (Càrrec vacant, abril 1810– gen 1818)
- Comte Serguei Uvàrov, 1818–1855
- Dmitri Blúdov (Дмитрий Николаевич Блудов), 1855–1864
- Fiódor Litke, 1864–1882
- Comte Dmitri Tolstoi, 1882–1889
- Gran Duc Constantí de Rússia, 1889–1915
- (Càrrec vacant, juny 1915– maig 1917)
- Aleksandr Karpinski, 1917–1936
- Vladímir Leóntievitx Komarov, 1936–1945
- Serguei Ivànovitx Vavílov, 1945–1951
- Aleksandr Nesmeiànov, 1951–1961
- Mstislav Kéldix, 1961–1975
- Anatoli Petróvitx Aleksàndrov, 1975–1986
- Guri Martxuk, 1986–1991
- Iuri Óssipov, 1991–2013
- Vladímir Fórtov, 2013–2017
- Valeri Kozlóv, 2017
- Aleksandr Serguéiev, 2017–2022
- Gennady Krasnikov, des del 2022

## Premis Nobel d'acadèmics
- Ivan Pàvlov, medicina, 1904
- Ilià Métxnikov, medicina, 1908
- Ivan Bunin, literatura, 1933
- Nikolai Semiónov, química, 1956
- Ígor Tamm, física, 1958
- Ilià Frank, física, 1958
- Pàvel Txerenkov, física, 1958
- Lev Landau, física, 1962
- Nikolai Bàssov, física, 1964
- Aleksandr Mikhàilovitx Prókhorov, física, 1964
- Mikhaïl Xólokhov, literatura, 1965
- Aleksandr Soljenitsin, literatura, 1970
- Leonid Kantoròvitx, economia, 1975
- Andrei Sàkharov, pau, 1975
- Piotr Leonídovitx Kapitsa, física, 1978
- Jorés Alfiórov, física, 2000
- Aleksei Abrikóssov, física, 2003
- Vitali Gínzburg, física, 2003